# Neuchâtel (kanton)
Neuchâtel (Duits: Neuenburg) is een kanton in het westen van Zwitserland. Het heet officieel République et Canton de Neuchâtel (Republiek en Kanton Neuchâtel).
Op 31 december 2023 telt het kanton 178.291 inwoners, deze zijn voor twee derde protestant en verder voor het grootste gedeelte Rooms-katholiek.

## Geografie
Het kanton Neuchâtel ligt in de Zwitserse Jura, in het Franstalige westen van Zwitserland. Het grenst aan Frankrijk, aan het Meer van Neuchâtel en aan de kantons van Jura, Bern en Vaud.
Het kanton wordt opgedeeld in drie regio's. De wijnregio (Vignoble) ligt aan het meer. De regio Les Vallées ligt ten noorden daarvan. De grootste valleien liggen hier: Ruz vallei en Val de Travers (beide op 700 meter). De derde regio is de Neuchâteler bergregio op een hoogte van 900 tot 1065 meter. Hier liggen La Chaux-de-Fonds, Le Locle en La Brévine.

## Demografische evolutie van het kanton
Bron: https://www.bfs.admin.ch/bfs/de/home/statistiken/bevoelkerung/stand-entwicklung.assetdetail.32229209.html

## Economie
Het kanton is bekend om wijnen die aan het Meer van Neuchâtel worden gemaakt. Er is veeteelt en zuivelproductie maar voor paardenteelt is Neuchâtel het bekendst. Horlogeproductie is er van oudsher en recentelijk de fijnmechanica en de productie van microchips.

## Talen
Moedertaal (2002):
- Frans: 85,3%
- Duits: 4,1%
- Italiaans: 3,2%
- andere talen: 7,4%

22,9% van de bevolking van Neuchâtel heeft geen Zwitsers paspoort (2002).

## Plaatsen en gebieden
De hoofdstad is Neuchâtel, met 44.898 inwoners de grootste stad van het kanton voor de horlogestad La Chaux-de-Fonds in de Neuchâteler Jura met 37.233 inwoners. De derde stad is Le Locle met 10.875 inwoners.

## Toerisme
Naast het Meer van Neuchâtel met de zonnige stranden en oevers en het voor buitenactiviteiten bekende Neuchâteler Jura (paardrijden bijvoorbeeld) is de regio rijk aan interessante historische industriële bezienswaardigheden: asfaltmijnen, onderaardse molens, een oude chocoladefabriek en het museum van de tijdmeting.

## Districten
Het kanton is opgedeeld in vier geografische regio's. De districten van Neuchâtel werden op 31 december 2017 opgeheven.
- Le Littoral (Vooramlige districten: Neuchâtel en Boudry)
- Val-de-Ruz
- Val-de-Travers
- Montagnes Neuchâteloises (Vooramlige districten: La-Chaux-de-Fonds en Le Locle)

## Geschiedenis
De naam komt van het Romeinse Novum Castellum (nieuw kasteel). Rudolf III van Bourgondië heeft Neuchâtel genoemd in zijn testament (1032). De landen werden overgenomen door Ulrich von Fenis en tot 1373 behoorden al landen aan zijn familie. In 1405 gingen de steden Bern en Neuchâtel een verbond aan. Ongeveer een eeuw later werd het land van Neuchâtel aan de heersers van Fribourg gegeven en vervolgens in 1504 aan het Franse huis van Orléans-Longueville.
De Franse pater Guillaume Farel bracht de protestantse reformatie hier in 1530.
In 1707 erfde koning Frederik I van Pruisen de landen van Neuchâtel. Met uitzondering van 1806 tot 1814 (Napoleon) regeerde Pruisen over Neuchâtel tot 1848.
In 1815 sloot het kanton Neuchâtel zich aan bij het Zwitsers Eedgenootschap, hoewel het geen republikeins bestuur had. In 1848 werd echter na een vredige revolutie toch een republiek gevormd. Tot 1857 probeerde Frederik Willem IV van Pruisen het land vergeefs terug te krijgen.